# Mona Brorssonová
Mona Brorssonová (* 28. března 1990 Järnskog) je bývalá švédská biatlonistka a olympijská vítězka ze závodu ženských štafet z pekingské olympiády.
Ve světovém poháru nevyhrála ve své kariéře žádný individuální závod. Jejím nejlepším individuálním umístěním bylo druhé místo ze sprintu v Ruhpoldingu v lednu 2024. V kolektivních závodech zvítězila celkem dvakrát.
Světového poháru se účastnila od roku 2013. Sportovní kariéru ukončila v březnu 2024.

## Výsledky

### Olympijské hry a mistrovství světa
| Sezóna  | D   | Místo                | SP  | SZ  | HZ  | IZ  | ŠT | SŠT | SZD | Věk    |
| ------- | --- | -------------------- | --- | --- | --- | --- | -- | --- | --- | ------ |
| 2017/18 | ZOH | Pchjongčchang        | 27. | 10. | 13. | 14. | 2. | 11. | ×   | 27 let |
| 2018/19 | MS  | Östersund            | 5.  | 7.  | 14. | 6.  | –  | 2.  | –   | 28 let |
| 2019/20 | MS  | Anterselva           | 33. | 29. | –   | 18. | 5. | –   | –   | 29 let |
| 2020/21 | MS  | Pokljuka             | 58. | 53. | –   | –   | –  | –   | –   | 30 let |
| 2021/22 | ZOH | Peking               | –   | –   | 21. | 12. | 1. | –   | ×   | 31 let |
| 2022/23 | MS  | Oberhof              | 22. | 15. | 21. | 29. | –  | –   | –   | 32 let |
| 2023/24 | MS  | Nové Město na Moravě | 38. | 39. | 21. | 9.  | –  | –   | –   | 33 let |

Poznámka: Výsledky z olympijských her se do hodnocení světového poháru nezapočítávají, výsledky z mistrovství světa se dříve započítávaly, od mistrovství světa v roce 2023 se nezapočítávají.

## Vítězství v závodech světového poháru, na mistrovství světa a olympijských hrách

### Kolektivní
| Č.                            | sezóna    | datum            | místo               | disciplína |
| ----------------------------- | --------- | ---------------- | ------------------- | ---------- |
| 1.                            | 2020/2021 | 5. prosince 2020 | Kontiolahti, Finsko | štafeta    |
| 2.                            | 2020/2021 | 4. března 2021   | Nově Město, Česko   | štafeta    |
| OH                            | 2021/2022 | 16. ledna 2022   | Peking, Čína (ZOH)  | štafeta    |
| – závod na olympijských hrách |           |                  |                     |            |